# Miss Universo 1999
Miss Universo 1999, la 48.ª edición del concurso de belleza Miss Universo, se celebró en el Centro de Convenciones de Chaguaramas en Chaguaramas (Trinidad y Tobago) el 26 de mayo.
Representantes provenientes de ochenta y cuatro países y territorios compitieron por el título en esta versión del certamen. Al final del evento, Miss Universo 1998, Wendy Fitzwilliam de Trinidad y Tobago, coronó como su sucesora a Mpule Kwelagobe de Botsuana. Elegida por un jurado de diez personas, la ganadora, de 19 años, se convirtió en la primera —y hasta ahora única— representante de su país en obtener el título de Miss Universo.
El concurso fue presentado por Jack Wagner; como comentaristas, actuaron Julie Moran y Ali Landry, Miss USA 1996. En esta edición actuó Julio Iglesias Jr.

## Antecedentes

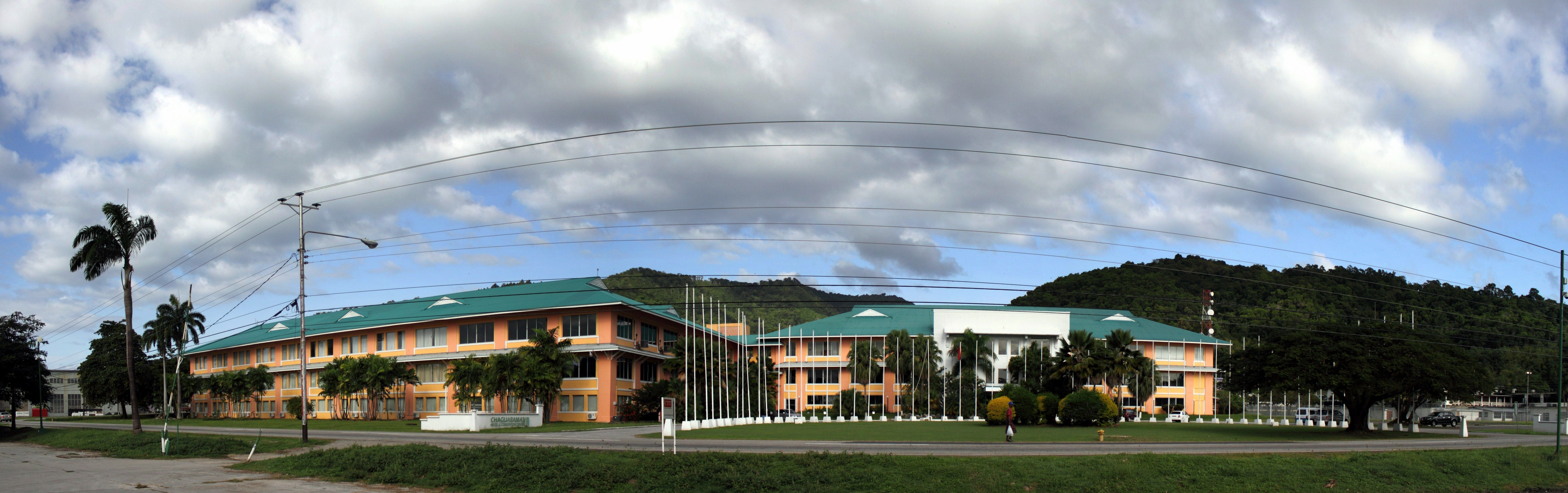
Centro de Convenciones de Chaguaramas, recinto sede de Miss Universo 1999

### Sede y fecha
En septiembre de 1998, se anunció que Trinidad y Tobago sería la sede del concurso, tras haber ofrecido USD 3 millones. Aunque no fue la oferta más alta, el país obtuvo el derecho para albergar el evento frente a candidaturas de otros doce países, entre ellos Israel, Jamaica y México.

### Selección de candidatas

#### Reemplazos
La primera finalista de Miss Gran Bretaña Universo 1999, Cherie-Louise Pisani, fue designada para representar a su país después de que la titular, Nicki Lane, se retirara después de admitir que tenía un hijo de catorce años.
Binibining Pilipinas Mundo 1999 Miriam Quiambao reemplazó a Janelle Bautista como Binibining Pilipinas Universo 1999 luego de que esta última renunciara al título debido a un problema con su ciudadanía.
Miss España 1999 Lorena Bernal debería haber participado en esta edición; sin embargo, como no cumplía con el requisito de edad para Miss Universo, fue enviada al Miss Mundo, donde fue una de las diez semifinalistas. La primera y segunda finalistas de Miss España 1999, Carmen Fernández e Inma Nadal, respectivamente, tampoco pudieron ir al Miss Universo; debido a esto, la organización Miss España nombró a Diana Nogueira —una de las doce semifinalistas de Miss España 1999— como su representante.

#### Debuts, regresos y retiros
Esta edición marcó el debut de Botsuana y los regresos de Austria, Barbados, Guyana, Islas Caimán, Islas Cook, Islas Turcas y Caicos, Zambia y Surinam. Guyana compitió por última vez en 1966, Barbados en 1987, Austria y Surinam en 1993, Zambia en 1995, las Islas Caimán y las Islas Cook en 1996, y las Islas Turcas y Caicos en 1997.
Bulgaria, Guam, Noruega, Países Bajos, Rumania y Zimbabue se retiraron. Tisha Elaine Heflin de Guam no participó tras descubrir que estaba embarazada días antes de la competición preliminar.

## Resultados

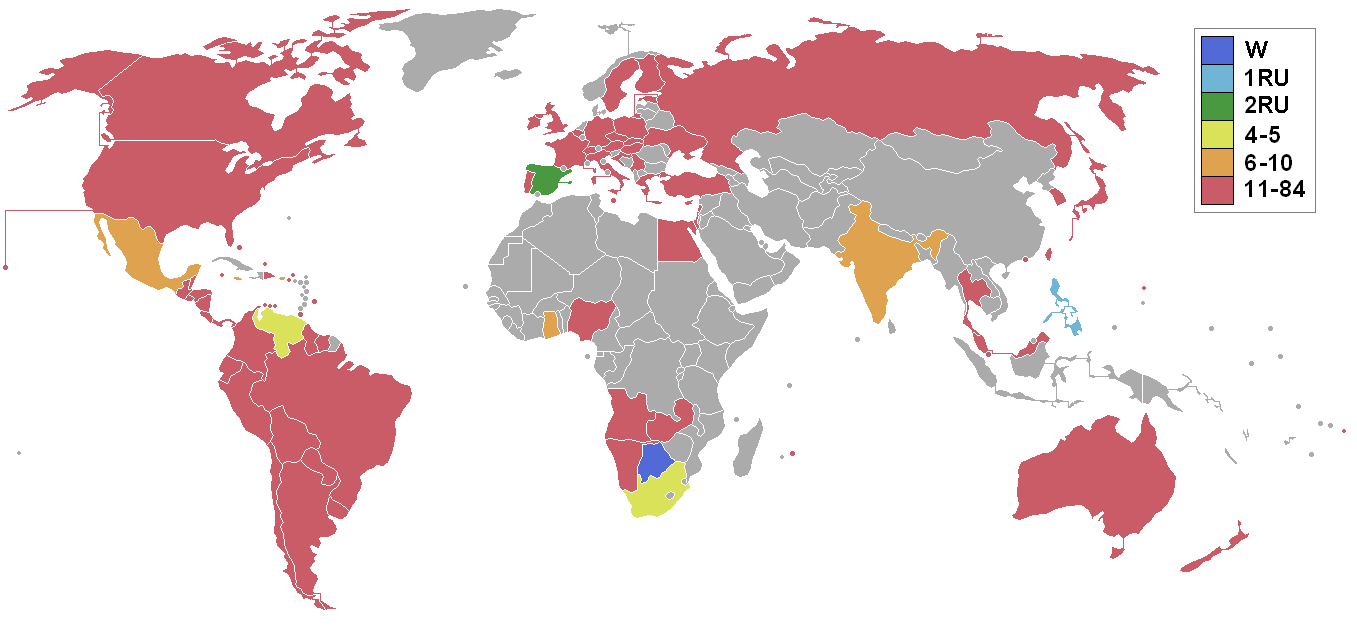
Países y territorios que enviaron candidatas y resultados para Miss Universo 1999

### Clasificación final
| Posición           | Concursante |
| ------------------ | --- |
| Miss Universo 1999 | - Botsuana - Mpule Kwelagobe |
| 1.ª finalista      | - Filipinas - Miriam Quiambao |
| 2.ª finalista      | - España - Diana Nogueira |
| Top 5              | - Venezuela - Carolina Indriago - Sudáfrica - Sonia Raciti                                                                        |
| Top 10             | - India - Gul Panag - México - Silvia Salgado - Puerto Rico - Brenda Liz López - Jamaica - Nicole Haughton - Ghana - Akuba Cudjoe |

### Premios especiales
Los premios especiales fueron otorgados a las siguientes candidatas:
| Premio                                     | Concursante                              |
| ------------------------------------------ | ---------------------------------------- |
| Mejor Traje Nacional                       | - Trinidad y Tobago - Nicole Simone Dyer |
| Miss Fotogénica                            | - Puerto Rico - Brenda Liz López         |
| Miss Simpatía                              | - Portugal - Marisa Ferreira             |
| Miss Óscar de la Renta Traje de Baño n.º 1 | - España - Diana Nogueira                |
| Premio Clairol Herbal Essences Style       | - Filipinas - Miriam Quiambao            |

## Puntajes oficiales

### Competencias semifinal y final
Según el orden en el que las diez semifinalistas fueron anunciadas, sus puntajes oficiales fueron los siguientes:
| País        | Entrevista | Traje de baño | Traje de noche | Promedio semifinal | Top 5     |
| ----------- | ---------- | ------------- | -------------- | ------------------ | --------- |
| España      | 8.904 (7)  | 9.338 (1)     | 9.450 (1)      | 9.230 (3)          | 9.669 (1) |
| México      | 8.615 (10) | 9.143 (5)     | 9.232 (5)      | 9.000 (7)          |           |
| Jamaica     | 9.000 (6)  | 8.875 (7)     | 8.754 (9)      | 8.876 (9)          |           |
| Puerto Rico | 9.086 (4)  | 8.800 (8)     | 9.086 (8)      | 8.990 (8)          |           |
| Filipinas   | 8.787 (9)  | 9.325 (2)     | 9.428 (2)      | 9.180 (5)          | 9.446 (3) |
| Ghana       | 8.850 (8)  | 8.788 (9)     | 8.683 (10)     | 8.773 (10)         |           |
| Botsuana    | 9.052 (5)  | 9.188 (4)     | 9.366 (4)      | 9.202 (4)          | 9.488 (2) |
| Sudáfrica   | 9.248 (2)  | 9.325 (2)     | 9.133 (7)      | 9.235 (1)          | 9.238 (5) |
| India       | 9.275 (1)  | 8.774 (10)    | 9.160 (6)      | 9.069 (6)          |           |
| Venezuela   | 9.230 (3)  | 9.088 (6)     | 9.388 (3)      | 9.235 (1)          | 9.349 (4) |

Las cinco finalistas fueron anunciadas en el siguiente orden: Sudáfrica, Venezuela, Botsuana, España y Filipinas. Las tres finalistas fueron anunciadas en el siguiente orden: España, Filipinas y Botsuana.

## El concurso

### Formato
Al igual que en 1998, se seleccionaron diez semifinalistas mediante una competencia preliminar y entrevistas a puerta cerrada. Los diez semifinalistas participaron en una entrevista informal, un concurso de trajes de baño y de noche, y finalmente se seleccionaron cinco finalistas en lugar de seis. Las cinco finalistas compitieron en la ronda preliminar de preguntas y respuestas, y tres finalistas compitieron en la ronda final de preguntas y respuestas y la pasada final.

### Panel de jueces
El panel de jueces estuvo conformado por las siguientes diez personas:
- Kylie Bax, modelo y actriz neozelandesa
- Patrick Demarchelier, fotógrafo de moda francés
- Charles Gargano, exembajador de Estados Unidos en Trinidad y Tobago
- Evander Holyfield, boxeador estadounidense
- Melania Knauss, modelo eslovena, más tarde primera dama de los Estados Unidos
- Sirio Maccioni, restaurador de Le Cirque en Nueva York
- Marcus Schenkenberg, modelo sueco
- Stephanie Seymour, modelo y actriz estadounidense
- Bruce Smith, exjugador de los Buffalo Bills
- Diane Smith, editora en jefe de una revista

## Candidatas
84 candidatas compitieron por el título.
| País/Territorio                      | Candidata             | Edad | Procedencia      |
| ------------------------------------ | --------------------- | ---- | ---------------- |
| Alemania                             | Diana Drubig          | 19   | Leipzig          |
| Angola                               | Egidia Torres         | 22   | Luanda           |
| Argentina                            | Elena Fournier        | 22   | Santa Fe         |
| Aruba                                | Irina Croes           | 18   | Oranjestad       |
| Australia                            | Michelle Shead        | 20   | Sídney           |
| Austria                              | Katja Giebner         | 21   | Viena            |
| Bahamas                              | Glennis Knowles       | 25   | Nasáu            |
| Barbados                             | Olivia Harding        | 25   | Bridgetown       |
| Bélgica                              | Tanja Dexters         | 21   | Mol              |
| Belice                               | Viola Jeffery         | 21   | Belmopán         |
| Bolivia                              | Susana Barrientos     | 20   | Santa Cruz       |
| Bonaire                              | Julina Felida         | 21   | Kralendijk       |
| Botsuana                             | Mpule Kwelagobe       | 19   | Gaborone         |
| Brasil                               | Renata Fan            | 22   | Santo Ângelo     |
| Canadá                               | Shannon McArthur      | 26   | Windsor          |
| Chile                                | Andrea Muñoz          | 23   | Santiago         |
| Chipre                               | Valentina Dionysiou   | 19   | Nicosia          |
| Colombia                             | Marianella Maal       | 20   | Barranquilla     |
| Corea del Sur                        | Choi Ji-hyun          | 20   | Seúl             |
| Costa Rica                           | Arianna Bolaños       | 22   | Guanacaste       |
| Croacia                              | Marijana Kuzina       | 21   | Šibenik          |
| Curazao                              | Jouraine Ricardo      | 22   | Willemstad       |
| Ecuador                              | Carolina Alfonso      | 21   | Quito            |
| Egipto                               | Angie Abdalla         | 18   | Alejandría       |
| El Salvador                          | Cynthia Cevallos      | 21   | San Salvador     |
| Eslovaquia                           | Aneta Kuklová         | 19   | Lučenec          |
| España                               | Diana Nogueira        | 24   | Vigo             |
| Estados Unidos                       | Kimberly Pressler     | 21   | Las Vegas        |
| Estonia                              | Triin Rannat          | 20   | Tallin           |
| Filipinas                            | Miriam Quiambao       | 23   | Ciudad Quezon    |
| Finlandia                            | Vanessa Forsman       | 22   | Porvoo           |
| Francia                              | Mareva Galanter       | 22   | Papeete          |
| Ghana                                | Akuba Cudjoe          | 19   | Acra             |
| Gran Bretaña                         | Cherie Pisani         | 21   | Clacton          |
| Grecia                               | Sofia Raptis          | 19   | Atenas           |
| Guatemala                            | Mónica Penedo         | 19   | Sacatepéquez     |
| Guyana                               | Morvinia Sobers       | 20   | Georgetown       |
| Honduras                             | Sofía Guerrero        | 21   | Atlántida        |
| Hong Kong                            | Anne Heung            | 24   | Hong Kong        |
| Hungría                              | Anett Garami          | 19   | Soltvadkert      |
| India                                | Gul Panag             | 20   | Chandigarh       |
| Irlanda                              | Vivienne Doyle        | 22   | Galway           |
| Islas Caimán                         | Gemma McLaughlin      | 19   | George Town      |
| Islas Cook                           | Tina Vogel            | 24   | Avarua           |
| Islas Marianas del Norte             | Cherilyn Cabrera      | 24   | Saipan           |
| Islas Turcas y Caicos                | Shantell Stubbs       | 21   | Cockburn Town    |
| Islas Vírgenes Británicas            | Movel Lewis           | 20   | Road Town        |
| Islas Vírgenes de los Estados Unidos | Sherece Smith         | 25   | Charlotte Amalie |
| Israel                               | Rana Raslan           | 21   | Haifa            |
| Italia                               | Gloria Bellicchi      | 20   | Parma            |
| Jamaica                              | Nicole Haughton       | 24   | Kingston         |
| Japón                                | Satomi Ogawa          | 21   | Misato           |
| Líbano                               | Clémence Achkar       | 19   | Beirut           |
| Malasia                              | Jeanette Ooi          | 23   | Kuching          |
| Malta                                | Dorianne Muscat       | 21   | Qormi            |
| Mauricio                             | Micaella L'Hortalle   | 23   | Port Louis       |
| México                               | Silvia Salgado        | 20   | Monterrey        |
| Namibia                              | Vaanda Katjiuongua    | 23   | Windhoek         |
| Nueva Zelanda                        | Kristy Wilson         | 20   | Otago            |
| Nicaragua                            | Liliana Pilarte       | 23   | Managua          |
| Nigeria                              | Angela Ukpoma         | –    | Imo              |
| Panamá                               | Yamani Saied          | 20   | Ciudad de Panamá |
| Paraguay                             | Carmen Morínigo       | 22   | San Pedro        |
| Perú                                 | Fabiola Lazo          | 18   | Lima             |
| Polonia                              | Katarzyna Pakuła      | –    | Lublin           |
| Portugal                             | Marisa Ferreira       | 20   | Santarém         |
| Puerto Rico                          | Brenda Liz López      | 23   | Lares            |
| República Checa                      | Petra Faltynova       | 20   | Praga            |
| República Dominicana                 | Luz García            | 21   | Moca             |
| Rusia                                | Alexandra Petrova †   | 19   | Cheboksary       |
| Singapur                             | Cheryl Marie Cordeiro | 23   | Singapur         |
| Sudáfrica                            | Sonia Raciti          | 21   | Johannesburgo    |
| Surinam                              | Serafija Niekoop      | 21   | Paramaribo       |
| Suecia                               | Emma-Helena Nilsson   | 24   | Östersund        |
| Suiza                                | Sonia Grandjean       | 19   | Dietikon         |
| Tailandia                            | Apisamai Srirangsan   | 24   | Nakhon Pathom    |
| Taiwán                               | Wan-Fei Wang          | 21   | Taipéi           |
| Trinidad y Tobago                    | Nicole Simone Dyer    | 25   | Diego Martín     |
| Turquía                              | Oznur Dursun          | 24   | Estambul         |
| Ucrania                              | Zhanna Pikhulya       | 18   | Kiev             |
| Uruguay                              | Verónica González     | 19   | Montevideo       |
| Venezuela                            | Carolina Indriago     | 18   | Valencia         |
| Yugoslavia                           | Ana Karić             | 19   | Belgrado         |
| Zambia                               | Esanju Kalopa †       | –    | Muchinga         |